# Maguy Kakon
Maguy Kakon (sinh năm 1953 tại Casablanca) là một tác giả, chính trị gia và nhà tư vấn bất động sản người Morocco.

## Tiểu sử
Maguy (Marie-Yvonne) Kakon được sinh ra trong một gia đình Do Thái ở Marrakech. Cha mẹ bà, David và Dina Gabay, là một trong những cặp vợ chồng giàu có nhất trong thành phố. Cha bà là một nhà hoạt động công nghiệp. Gia đình bà chuyển đến Paris năm 1971. Sau khi kết hôn, bà định cư ở Casablanca.
Năm 2007, Kakon trở thành người phụ nữ Do Thái đầu tiên ra tranh cử tại văn phòng công cộng ở Morocco. Là người đứng đầu Đảng Trung tâm Xã hội (trung tâm xã hội Parti), bà đã tham gia cuộc bầu cử quốc hội Ma-rốc năm 2007, nhưng không giành được ghế khi đảng của bà không vượt qua ngưỡng bầu cử tối thiểu. Năm 2009, bà tham gia cuộc bầu cử thành phố Casablanca. Năm 2011, bà tuyên bố sẽ tham gia cuộc bầu cử quốc hội Ma-rốc 2011.
Maguy Kakon đã kết hôn với Aime Kakon, một trong những kiến trúc sư hàng đầu của Morocco. Họ có bốn đứa con. Mẹ và em gái của Kakon sống ở Holon, Israel.

## Hoạt động xã hội
Kakon bắt đầu công việc vận động của mình dưới sự bảo trợ của Câu lạc bộ Phụ nữ Hoa Kỳ, tổ chức quyền phụ nữ chính ở Ma-rốc. Bà ấy tích cực trong việc thúc đẩy giáo dục cho phụ nữ. Bà tin rằng giáo dục phụ nữ sẽ thay đổi bộ mặt của xã hội Ma-rốc.

## Tác phẩm đã xuất bản
- La Cuisine juive du Maroc de mère en fille (Ẩm thực Do Thái của Morocco: Từ mẹ đến con gái)
- Traditions et coutume des Juifs du Maroc (Truyền thống và phong tục của người Do Thái ở Morocco)